# Борис Чайковски
Борѝс Алекса̀ндрович Чайко̀вски (на руски: Бори́с Алекса́ндрович Чайко́вский) е руски композитор и пианист.
Роден е на 10 септември 1925 година в Москва в семейството на статистик и лекарка. През 1949 година завършва Московската консерватория, след което е редактор в радиото, а от 1952 година се занимава изцяло с композиране. Пише главно симфонична, камерна и филмова музика.
Борис Чайковски умира на 7 февруари 1996 година в Москва.